# Asociația Scriitorilor Profesioniști din România
Asociația Scriitorilor Profesioniști din România, cunoscută și acronimul de ASPRO, este o organizație profesională a oamenilor de litere din România.

## Scurt istoric
Asociația Scriitorilor Profesioniști din România (ASPRO) a luat ființă în anul 1993 la inițiativa unor scriitori români (cu precădere din generația anilor '80, dar nu numai), sub conducerea prozatorului Mircea Nedelciu și a criticului și istoricului literar Ion Bogdan Lefter, ca o alternativă la unica formă de asociere a scriitorilor din România de la acea dată (Uniunea Scriitorilor din România - USR).
Competiția între USR și ASPRO s-a înăsprit din 1995. USR și-a susținut drepturile stipulate în Statut, ca succesoare a Societății Scriitorilor Români, înscriindu-se, la 31 martie 1995, în registrul persoanelor juridice de la Judecătoria Sectorului 1 București. În data de 31 mai, ASPRO a înaintat aceleiași instanțe o cerere de intervenție în interes propriu care a fost însă respinsă. La 7 aprilie, Consiliul de conducere a chemat membrii organizației să opteze până în 30 aprilie între USR, ASPRO, „Costache Negri” sau alte organizații de breaslă, dar ulterior nu a luat nicio măsură împotriva celor înscriși în două instituții concurente. Între USR și ASPRO au avut loc și alte confruntări în instanță (27 iulie 1995, 3 iulie 1996). Concluziile juridice oficiale au întărit clauza din Statutul US, după care fiecare scriitor are dreptul de a-și alege breasla scriitoricească, dar fără ca adeziunea la ASPRO să afecteze „interesele economice ale Uniunii”.